# Jiří Skobla

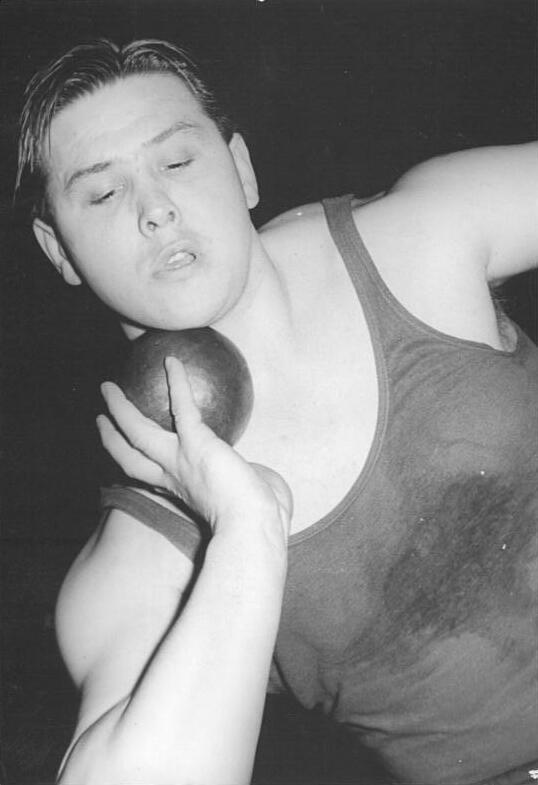
Skobla als Gast bei den DDR-Hallenmeisterschaften 1957

Jiří Skobla (* 16. April 1930 in Prag; † 18. November 1978) war ein tschechoslowakischer Kugelstoßer.
Seine Erfolgsserie begann bei den Olympischen Spielen 1952 in Helsinki, bei denen er mit 15,92 m Neunter wurde. Am 11. Oktober desselben Jahres stieß er in Prag mit 17,12 m als erster Europäer über die 17-Meter-Marke. Bis 1957 verbesserte er den Europarekord im Kugelstoßen weitere fünf Mal. Am 24. August 1957 erreichte er in Prag 18,01 m und war damit auch der erste europäische 18-Meter-Stoßer.
Bei den Europameisterschaften 1954 in Bern wurde Skobla seiner Favoritenrolle gerecht und gewann mit 17,20 m vor Oto Grigalka und Heino Heinaste, die beide für die Sowjetunion antraten. Auch bei den Olympischen Spielen 1956 in Melbourne war Skobla bester Europäer. Mit 17,65 m gewann er Bronze hinter den US-Amerikanern Parry O’Brien mit 18,57 m und Bill Nieder mit 18,18 m.
1958 bei den Europameisterschaften in Stockholm übertrafen vier Kugelstoßer die 17-Meter-Marke. Es gewann der Brite Arthur Rowe mit 17,78 m vor Wiktor Lipsnis aus der Sowjetunion mit 17,47 m. Skobla gewann mit 17,12 m Bronze vor dem Deutschen Hermann Lingnau mit 17,07 m und dem Italiener Silvano Meconi mit 16,98 m. Silvano Meconi löste 1959 Skobla als Europarekordler ab.
Bei den Olympischen Spielen 1960 in Rom wurde Skobla mit 17,39 m Neunter. Bei den Europameisterschaften 1962 in Belgrad belegte Skobla mit 17,87 m den sechsten Platz. Am 13. Oktober 1963 stellte er mit 18,52 m in Bukarest seine persönliche Bestweite auf.
Seinen letzten großen Erfolg hatte er bei den Europäischen Hallenspiele 1966 in Dortmund, bei denen er mit 18,08 m die Bronzemedaille hinter dem Ungar Vilmos Varjú (19,05 m) und Dieter Hoffmann aus der DDR (18,25 m) gewann.
Jiří Skobla war 1,86 m groß und wog in seiner aktiven Zeit 120 kg. Sein Vater war der Gewichtheber und Olympiasieger Jaroslav Skobla.